# Joachim Loth
Joachim Loth (* 29. November 1947) war Fußballspieler in der DDR. Für den 1. FC Union Berlin spielte er in der DDR-Oberliga, der höchsten Spielklasse des DDR-Fußball-Verbandes. Er ist vierfacher Junioren-Nationalspieler.

## Sportliche Laufbahn
Loth begann seine Laufbahn als Fußballspieler in der Nachwuchsabteilung der Ost-Berliner Betriebssportgemeinschaft (BSG) Berolina Stralau. Mit 18 Jahren trat er in den Polizeidienst ein und erhielt die Gelegenheit, bei der Polizeisportgemeinschaft Dynamo Hohenschönhausen in der zweitklassigen DDR-Liga weiter Fußball zu spielen. Im selben Jahr – 1965 – wurde Loth in den Kader der Junioren-Nationalmannschaft aufgenommen. Er bestritt zwischen Juni und November 1965 vier Junioren-Länderspiele, in denen er als Stürmer eingesetzt wurde.
Mit der Gründung des Berliner FC Dynamo (BFC) Anfang 1966 wurde die SG Dynamo Hohenschönhausen als 2. Mannschaft in den BFC eingegliedert. Diese gewann mit Loth 1967/68 die Berliner Bezirksmeisterschaft und stieg anschließend in die DDR-Liga auf. Am Ende der Saison 1968/69 wurde Loth beim BFC ausdelegiert und zum Frankfurter Bezirksligisten Dynamo Frankfurt/Oder versetzt. Nachdem er mit dieser Mannschaft 1971 erneut den Aufstieg in die DDR-Liga geschafft hatte, wurde die Fußballsektion nach Fürstenwalde umgesetzt und trat dort als SG Dynamo an.
Ende Mai 1972 wurde Loth aus dem Polizeidienst entlassen, und damit endete auch seine Zugehörigkeit zur SG Dynamo Fürstenwalde. Er kehrte nach Berlin zurück und schloss sich dem Oberligisten 1. FC Union Berlin an. Am vorletzten Spieltag der Oberligasaison 1971/72 bestritt Loth beim Lokalderby Union Berlin – BFC Dynamo (0:0) sein erstes Oberligaspiel, in dem er in der 79. Minute eingewechselt wurde. Auf seine nächsten Oberligaeinsätze musste er bis zum 12. Spieltag der Saison 1972/73 warten. In dieser Spielzeit bestritt er insgesamt 13 Erstligaspiele, von denen er allerdings nur sieben über die volle Zeit durchspielte. Er wurde hauptsächlich im Mittelfeld eingesetzt und schoss drei Tore. Am Saisonende stand Union als Absteiger in die DDR-Liga fest und kehrte während Loths Unionzeit nicht mehr in die Oberliga zurück. In den beiden DDR-Liga-Spielzeiten konnte Loth seine Einsatzrate deutlich steigern und bestritt 44 der insgesamt 60 ausgetragenen Punktspiele (Quote: 73 Prozent). Außerdem bestritt er sieben der acht Pokalspiele mit der 1. Mannschaft. Mit 27 Jahren beendete Loth im Sommer 1975 sein Engagement beim 1. FC Union, für den er innerhalb von drei Jahren 64 Pflichtspiele absolviert und 16 Tore erzielt hatte.
In der Saison 1975/76 spielte Loth für den DDR-Liga-Aufsteiger Motor Eberswalde, von 1976 bis 1981 war er beim Bezirksligisten Sparta Berlin aktiv. 1977 gewann er mit Sparta den Ost-Berliner Bezirkspokal. Nachdem er seine Laufbahn als Fußballspieler beendet hatte, war Loth bei verschiedenen unterklassigen Berliner Fußballmannschaft als Trainer tätig. Seine vorerst letzte Trainerstation endete 2009 beim Landesklassenvertreter SG Michendorf.